# Aichryson punctatum
Aichryson punctatum és una espècie de planta del gènere Aichryson de la família de les Crassulaceae.

## Taxonomia
Aichryson punctatum Webb & Berthel. va ser descrita per Philip Barker Webb i Sabin Berthelot i publicada a Histoire Naturelle des Îles Canaries 2(1): 182. 1840.
Etimologia
- punctatum : epítet llatí que significa 'amb punts'.[2]